# Idaea violacearia
Idaea violacearia là một loài bướm đêm trong họ Geometridae.